# Археография
Археография (от др.-греч. ἀρχαίος — древний и γράφω — пишу) — специальная вспомогательная историческая дисциплина, разрабатывающая теорию и практику издания письменных источников (организация работы по публикации источников, выявление и сбор исторических памятников, разработка методов и способов публикации, выработка правил научно-критического издания источников).
Археография тесно связана с филологией, источниковедением, палеографией, текстологией, дипломатикой, архивоведением, документоведением и другими дисциплинами. В западноевропейской исторической науке археография как самостоятельная историческая дисциплина обычно не выделяется, не употребляется и термин «археография». Во многом археография близка с палеографией.

## История возникновения археографии как науки

### Археография в зарубежных странах
В XV—XVI веках в Западной Европе гуманисты начали систематическую проверку и сопоставление письменных источников, их сбор и издание. 
Основные принципы датировки и критической проверки рукописей были разработаны в XVII веке во Франции учёными-мавристами (Ж. Мабильон и другие), которые положили начало дипломатике и палеографии. Ими была осуществлено издание источников по истории церкви и средневековой Франции.
Важным этапом в организации научной публикации исторических текстов, выработке правил критического издания источников была деятельность образовавшегося в 1819 в Германии Общества для изучения ранней немецкой истории, начавшего монументальное серийное издание — Monumenta Germaniae Historica.
Публикация серийных изданий развернулась и в других странах: во Франции — «Коллекция неизданных документов по истории Франции» (Collection de documents inédits relatifs а l 'histoire de France, с 1835, под руководством Ф. Гизо), в Италии — «Памятники отечественной истории» (Monumenta historiae patriae, с 1836) и «Источники по истории Италии» (Fonti perlastoria d'Italia, с 1887), в Англии — «Английские средневековые писатели» (Rerum Britannicarum medii aevi scriptores, 1858—1896) и материалы открывшегося в 1838 Государственного публичного архива, в Венгрии — серийные издания Monumenta Hungariae historica (с 1857), в Польше — Monumenta Poloniae historica (с 1864) и так далее.
В США издание исторических источников историческими обществами штатов, отдельными историками и другими организациями началось примерно с 1830-х годов. Качество публикаций и первоначальная организация работы по публикации документов в целом существенно уступали лучшим западноевропейским образцам.
В странах Азии научные принципы публикации стали применяться на практике с 1920—1940-х годов, а в Японии в более раннюю эпоху — с конца XIX века. Национальными центрами публикации источников в странах Востока стали университеты, архивы, исторические общества.
Теория и практика публикации исторических источников вырабатывались в зарубежном источниковедении главным образом на основании выявления и публикации источников по средневековой истории. По истории XIX—XX веков преобладают публикации официального характера, которые готовились к публикации государственными учреждениями: министерствами иностранных дел, государственными архивами.
Наиболее высоким уровнем отличается техника работы по публикации источников во Франции, Бельгии, ФРГ, Австрии, Нидерландах, США, Польше.

### Археография в дореволюционной России и в СССР
В России возникновение археографии как научной дисциплины в I половине XVIII века было вызвано потребностями исторической науки, когда В. Н. Татищев подготовил первые публикации Русской Правды и Судебника 1550 года.
Во II половине XVIII века Академией наук была начата публикация летописей. Большое значение для развития археографии имела деятельность Общества истории и древностей российских при Московском университете (1804), Комиссии печатания государственных грамот и договоров (1811), Археографической комиссии (1834), Русского исторического общества (1866).
Опыт издания документальных источников русской дореволюционной археографии нашёл наибольшее обобщение в «Правилах издания Сборника грамот Коллегии экономии» (1922, выработал А. С. Лаппо-Данилевский).
Дореволюционными археографами было выявлено и опубликовано большое количество источников, что имело важное значение для исторической науки. Значительную роль в развитии археографии в XIX — начале XX веков сыграли ученые П. М. Строев, А. А. Шахматов, Д. Я. Самоквасов, С. Б. Веселовский, А. З. Мышлаевский и др.
Для советской археографии характерно планирование работы по публикации источников. Значительное внимание советские археографы уделяют изданию источников по новой и новейшей истории. Этой работой занимались Институт марксизма-ленинизма при ЦК КПСС, институты истории АН СССР и Главное архивное управление при Совете Министров СССР. Большое количество документов было издано архивами, музеями и другими научными учреждениями. Подготовка специалистов-археографов сосредоточена в Историко-архивном институте РГГУ.
В 1955 году были созданы единые «Правила издания исторических документов», в 1960 году — «Правила издания документов советского периода».
В этот период были опубликованы источники феодального периода истории России: новое научное издание Русской правды, «Полное собрание русских летописей» (тт. 25—30), «Акты социально-экономической истории Северо-Восточной Руси», «Письма и бумаги императора Петра Великого» (тт. 7—11) и др. Были изданы источники многотомные публикации: «Международные отношения в эпоху империализма», «Крепостная мануфактура в России», «Восстание декабристов», «Рабочее движение в России в XIX в.», «Революция 1905—1907 гг. в России», «Великая Октябрьская социалистическая революция. Документы и материалы», «КПСС в резолюциях и решениях съездов, конференций, пленумов ЦК», «Декреты Советской власти» и многие другие.
Большую роль в развитии советской археографии сыграли А. И. Андреев, Б. Д. Греков, Д. С. Лихачёв, М. Н. Тихомиров, Н. В. Устюгов, Л. В. Черепнин, С. В. Юшков и другие.

## Представления об археографии в 1930-е годы
Археография — вспомогательная дисциплина по отношению к литературной науке. Она имеет объектом своего изучения документ, рукописный источник. В своей практике она занята приведением в порядок, описанием и публикацией рукописных памятников. В своей теории она вырабатывает нормы для ведения названных работ над рукописными памятниками. Для исследователя литературы необходимо знакомство главным образом с приемами описания литературой документации и её видов и правилами издания их. Описания историко-литературных документов и их печатные издания в виде ли отдельных публикаций, или целых собраний документов, то есть фамильных, семейных, частных архивов, как, например, архив Волконских, Раевских, Остафьевский архив князей Вяземских и так далее, необходимы как материал для изучения историко-литературного процесса, социального быта писателей и всей вообще совокупности литературной жизни в известную эпоху. Описания ориентируют в рукописном материале и помогают находить нужные для исследователя документальные источники. К настоящему времени большое количество рукописных фондов частных собраний описаны рядом архивных учреждений.
— Археография // Литературная энциклопедия : в 11 т. — [М.], 1929—1939.

## Отечественные учёные-археографы

### Москва и Санкт-Петербург (Ленинград)
В России и СССР вопросы археографии разрабатывались целым рядом учёных. Среди учёных, которые внесли вклад в её разработку:
- Лаппо-Данилевский, Александр Сергеевич
- Тихомиров, Михаил Николаевич
- Арциховский, Артемий Владимирович
- Черепнин, Лев Владимирович
- Зимин, Александр Александрович
- Зайончковский, Пётр Андреевич
- Каштанов, Сергей Михайлович
- Валк, Сигизмунд Натанович
- Козлов, Владимир Петрович

### Региональные археографические школы
Во второй половине 1950-х годов складываются региональные археографические школы Новгородская, Уральская, Сибирская и другие. Новгородской археографической школой руководил В. Л. Янин, Сибирской — Н. Н. Покровский.

## Достижения зарубежных археографов, значимые для изучения регионов России
На протяжении столетий Россия присоединила к себе многие территории, принадлежавшие ранее зарубежным государствам или находившиеся в зависимости от них. Часть из них входит в состав нынешней Российской Федерации. Но их прошлое нашло отражение также в многочисленных документах, отложившихся в заграничных архивах – как в Азии, так и в Европе. Так, источники по истории Тувы хранятся, в частности, в Монголии и Китае, по истории Сахалина и Курильских островов – в Японии. Обширные территории на востоке Северного Кавказа до перехода к России находились в зависимости от державы Каджаров, а на западе – от Османской империи. Соответственно документы по их истории находятся в иранских и турецких собраниях.
Но особенно богатое археографическое наследие имеют территории и отдельные поселения, исторически связанные с европейскими государствами, имевшими развитые археографические традиции. Это в первую очередь Швеция, Финляндия, Германия, Польша и Италия. Для изучения их истории сохраняют своё значение достижения учёных-археографов из этих стран. Их традиции отчасти поддерживаются и нынешними зарубежными учёными.
Упомянутое наследие долгое время было мало известно в России. Повышенный интерес к былому пребыванию тех или иных территорий и поселений под иностранным контролем или влиянием не приветствовался  властями по идеологическим соображениям. Так, исследования и публикации по досоветской истории восточнопрусских территорий, проводившиеся в послевоенные годы в основном на Западе, обычно рассматривались в СССР как составная часть «остфоршунга», в котором видели проявление реваншизма. Соответственно они встречали враждебное к себе отношение.
Кроме того, знакомство с этими источниками (даже опубликованными) было затруднено тем, что основная часть их написана на иностранных языках, в том числе мёртвых (например, латинском), а издание их в переводах не поощрялось по тем же идеологическим причинам. Поэтому сегодня освоение и использование всего этого научного наследия остаётся актуальной задачей российской исторической науки.

### АрхеографияВыборгской Карелии
Исторические источники по истории Выборгской Карелии до XVIII в. из архивов Швеции и Финляндии публиковались в XX в. учёными из упомянутых стран, в частности, Рейнгольдом Хаузеном (Reinhold Hausen, 1850–1942) и Нильсом Херлицем (Nils Herlitz, 1888–1978).

### АрхеографияШведской Ингерманландии
Ингерманландские источники времён шведского владычества (конец XVI – начало XVIII вв.) отложились в ряде архивов за пределами России, прежде всего в Швеции, Финляндии, Латвии и Эстонии. Публикации этих материалов были подготовлены рядом историков. Так, Карл фон Бонсдорф (1862–1951) выпустил ценное исследование по истории города Ниена и крепости Ниеншанц с обширным документальным приложением. Карл Эландер (Carl Öhlander) опубликовал ряд источников, отражающих землевладение и формирование управленческих структур в Ингерманландии в первой половине XVII в. Немало документов по истории края приведено в выдержках в научной биографии Богислава фон Розена (1572—1658), крупного ингерманладского землевладельца. Эту книгу написала Элизабет фон Розен, прибалтийско-немецкий историк. Она черпала материалы из государственных и частных архивов Германии, Швеции, Финляндии, Эстонии и Латвии.

### АрхеографияВосточной Пруссии(в границах нынешнейКалининградской области)
Благодаря обилию опубликованного летописного и актового материала Калининградская область является единственным в своём роде субъектом Российской Федерации, имеющим солидные корпусные издания источников, подготовленные по территориальному принципу. Работа эта далеко ещё не завершена и охватывает пока в основном средневековый период и отчасти раннее Новое время.
Основная статья: Археография Восточной Пруссии.

### Археография средневековых итальянских колоний
В Приазовье и Северном Причерноморье в средние века существовал ряд венецианских и генуэзских колоний и факторий. Соответственно в архивах Венеции и Генуи существуют богатые фонды по истории этих поселений, издавна привлекавшие внимание исследователей.
В изучение истории этих колоний и в издание связанных с ними источников внесли большой вклад отечественные учёные. В то же время немалый интерес к данной теме проявляли и их зарубежные коллеги. К ним принадлежал, в частности, аббат Амедео Винья (1825–1897), который был иностранным членом Одесского общества истории и древностей. Он издал ценный сборник документов, в которых отражалась и судьба упомянутых колоний (Codice diplomatico delle colonie Tauro-Liguri durante la Signoria dell’Ufficio di San Giogrio. T.1–2, 1868–1879).